# Moina brachycephala
Moina brachycephala är en kräftdjursart som beskrevs av Goulden 1968. Moina brachycephala ingår i släktet Moina och familjen Moinidae. Inga underarter finns listade i Catalogue of Life.